# 帕氏短吻獅子魚
帕氏短吻獅子鱼，为輻鰭魚綱鮋形目杜父魚亞目狮子鱼科的其中一種。分布於東南太平洋區的智利及南極洲雪特蘭群島南部海域，背鰭軟條41至43枚；臀鰭軟條34至35枚；脊椎骨46至47個，體長可達20.3公分，屬深海魚類，棲息在水深750至1116公尺的水域，生活習性不明。